# Cäcilie Thiermann-Heise

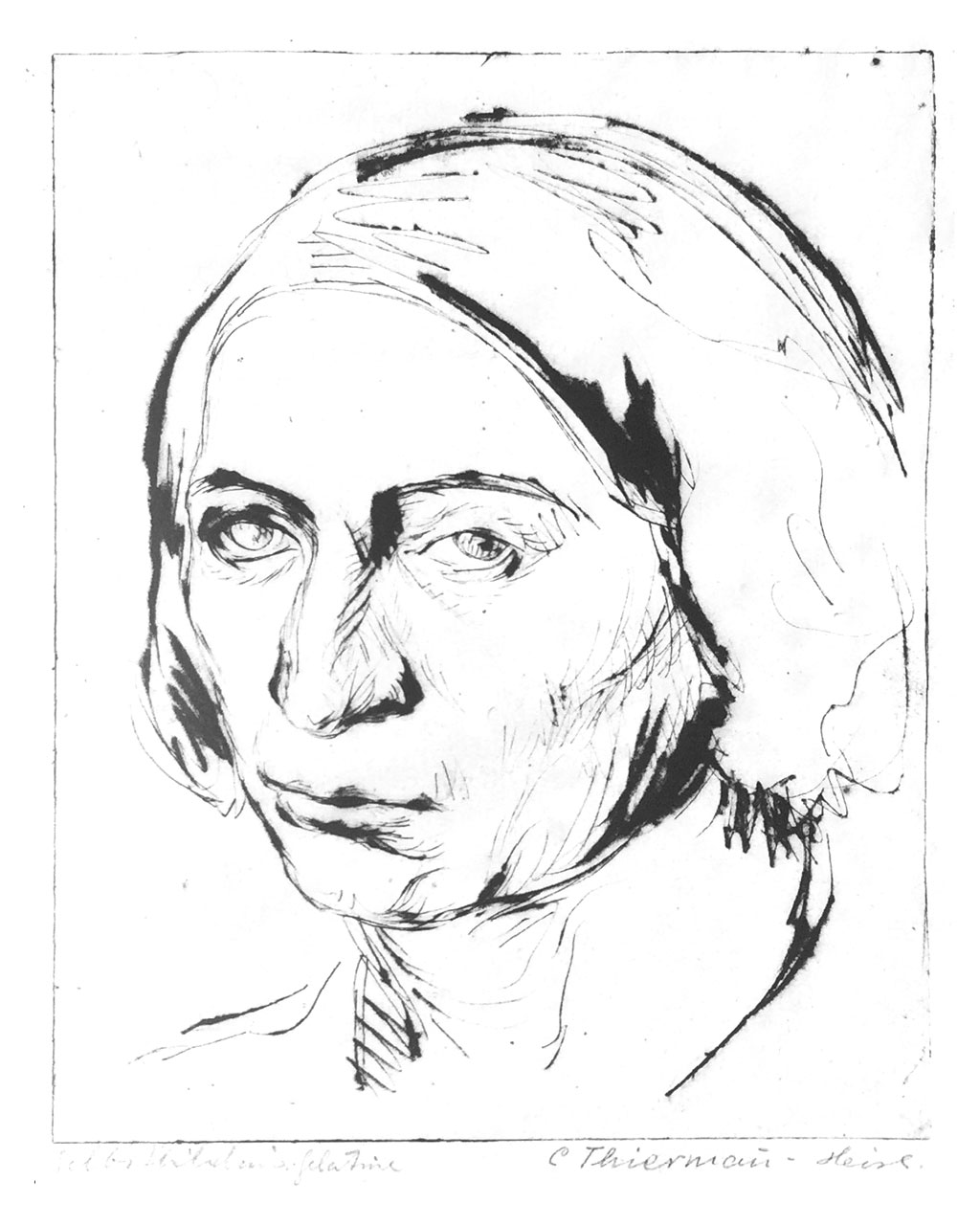
Selbstbildnis Cäcilie Thiermann-Heise, Kaltnadelradierung

Cäcilie Thiermann-Heise (geb. Heise; * 26. Januar 1907 in Łódź; † 19. November 1986 in München) war eine deutsche Grafikerin, Malerin und Zeichnerin.

## Leben und Werk

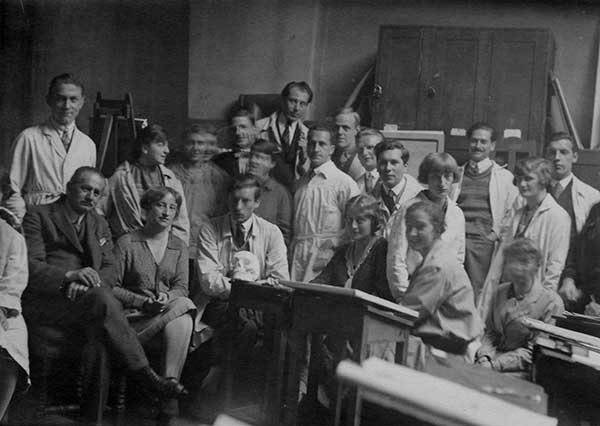
Cäcilie Thiermann-Heise (5. v. r.) in der Münchner Malschule Heymann, Fotografie um 1927

Cäcilie Thiermann-Heise verbrachte ihre Kindheit als Tochter eines Fabrikbesitzers bis zum Ausbruch des Ersten Weltkriegs in Riga. In Łódź besuchte sie ein Lyzeum, anschließend ein Internat in Posen. Obwohl sie bereits an der Akademie der Bildenden Künste Krakau zum Studium zugelassen war, entschloss sie sich 1927, zum Kunststudium nach München zu gehen. Hier besuchte sie zunächst die Malschule von Moritz Heymann. 1928 bestand sie die Aufnahmeprüfung an der Akademie der Bildenden Künste München, wo sie bei Adolf Schinnerer (Grafik) und Max Doerner (Monumentalmalerei) studierte und Meisterschülerin wurde.
Zwischen 1932 und 1939 wurden ihre Werke u. a. in München (Glaspalast, Lenbach-Galerie, Kunstverein), Düsseldorf, Erfurt, Halle, Jena, Königsberg, Leipzig, Nürnberg, Danzig, Agra (Schweiz) sowie in Łódź, Warschau und Kattowitz ausgestellt. In den Jahren 1948 bis 1975 fanden ihre Ausstellungen u. a. in München (Haus der Kunst, Lenbach-Galerie, Berufsverband, Radierverein, Gedok), Berlin, Erlangen, Frankfurt am Main, Ingolstadt, Lindau, Memmingen, Rosenheim, Würzburg, New York City, Rom, Basel (Internationale Kunstmesse 1974) und Mailand (1975 Preis der Lombardei) statt. 
Cäcilie Thiermann-Heise starb am 19. November 1986 im Alter von 79 Jahren in München.

## Posthume Würdigung
Eine ihrer Arbeiten wurde 2017 im Rahmen der Ausstellung „Das Selbstporträt. Arbeiten auf Papier aus der Sammlung Frerich“ in Rüsselsheim gezeigt, gemeinsam mit Werken unter anderem von Ernst Barlach, Thomas Bayrle, Max Beckmann, Lovis Corinth, Otto Dix, Conrad Felixmüller, George Grosz, Bernhard Heisig, Oskar Kokoschka, Käthe Kollwitz, Alfred Kubin, Max Liebermann, Man Ray und Andy Warhol.
Ihre Werke befinden sich u. a. in Sammlungen des Freistaates Bayern, der Stadt München sowie in privaten Sammlungen im In- und Ausland.

## Familie
Cäcilie Heise heiratete 1939 den Künstler Adolf Thiermann. Aus der Ehe gingen sechs Kinder hervor.

## Ausstellungen (Auswahl)
- 1975: „Große Kunstausstellung München 1975“. Haus der Kunst, München.
- 2017/2018: „Das Selbstporträt. Arbeiten auf Papier aus der Sammlung Frerich.“ Kunst- und Kulturstiftung Opelvillen Rüsselsheim.

## Publikationen
- Cäcilie Thiermann-Heise. Radierungen, Aquarelle, Zeichnungen. Katalog, mit einer Einführung von Heinrich Mock. Selbstverlag, München 1975.
- An der Isar. Gegenwartskunst im neuen Lenbachhaus. Aus den Sammlungen der Städtischen Galerie und der Kico Stiftung. Katalog Städtische Galerie im Lenbachhaus, München 2013. S. 161.
- Frau darf … 100 Jahre Künstlerinnen an der Akademie. Katalog, hrsg. von Angelika Mundorff und Barbara Kink, Museum Fürstenfeldbruck 2020. S. 71, S. 85.